# Chrysler 300 non-letter series
Chrysler 300 – samochód osobowy klasy średniej-wyższej produkowany pod amerykańską marką Chrysler od 1961 do 1971 roku, w latach modelowych 1962–1971. Powstały trzy generacje tego samochodu. Określenie tego modelu non-letter series (seria nieliterowa) stosowane jest w literaturze dla odróżnienia od równolegle produkowanych luksusowych sportowych modeli Chryslera 300 oznaczonych literami (letter series). 
Dostępny był jako dwudrzwiowy hardtop coupé, czterodrzwiowy hardtop oraz dwudrzwiowy kabriolet. Do napędu używano benzynowych silników V8 o pojemności od 6,3 do 7,2 l, umieszczonych wzdłużnie z przodu. Moc przenoszona była na oś tylną poprzez automatyczną bądź manualną skrzynię biegów. Ogółem wyprodukowano na sam rynek amerykański ponad 270 tysięcy sztuk. Od 1966 roku model 300 był produkowany pod tą nazwą także na rynek kanadyjski, w tym również z nadwoziem sedan.

## Pierwsza generacja

### Model 1962

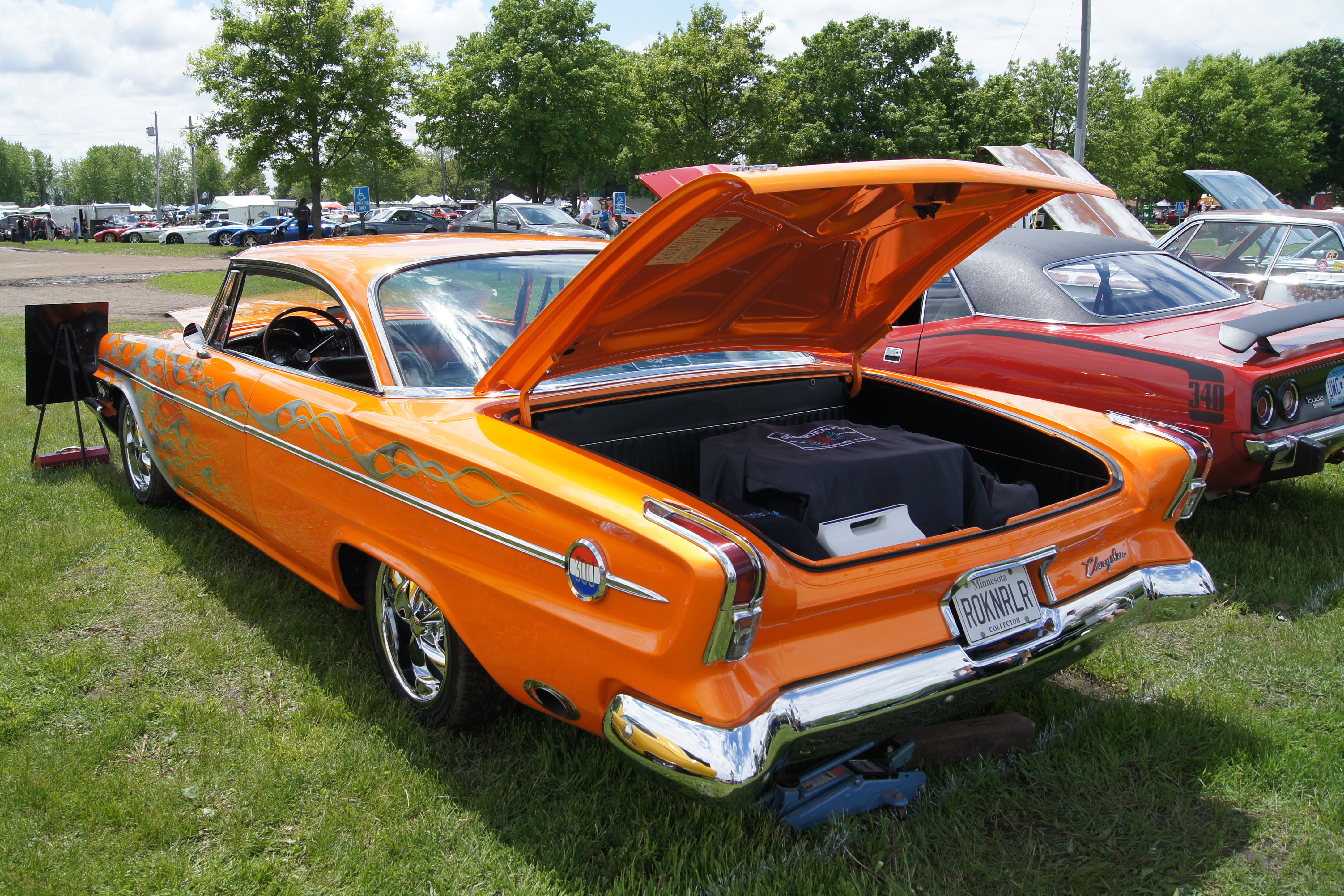
1962 Chrysler 300 2-d hardtop od tyłu

Na 1962 rok modelowy koncern Chrysler zdecydował wprowadzić model 300 jako samochód pośredniego segmentu cenowego, między tańszym modelem Chrysler Newport a droższym New Yorker, zastępujący model Windsor (poprzednio Saratoga). Nazwa miała czerpać z renomy produkowanych już od 1955 roku usportowionych luksusowych modeli 300 serii literowej, jednocześnie nowy samochód otrzymał wizerunek bardziej sportowej odmiany samochodu wyższej średniej klasy (ang. full size). Marka Chrysler zarazem pozycjonowana była pod względem ceny powyżej średniej na amerykańskim rynku. Produkcję gamy Chryslera na 1962 rok rozpoczęto już we wrześniu 1961 roku.
Model 300 oparty był na modelu Newport, o rozstawie osi 122 cale (3,1 m), lecz napędzany był mocniejszymi silnikami i odróżniał się wykończeniem, w tym atrapą chłodnicy z charakterystycznym dla tego modelu krzyżem z trójkolorowym medalionem „300” pośrodku. Taki medalion był też po bokach tylnych błotników. Samochody Chryslera z tego roku miały nietypowe podwójne reflektory rozmieszczone ukośnie, po bokach chromowanej atrapy chłodnicy w formie rozszerzającego się do góry trapezu, natomiast był to pierwszy rok bez płetw z tyłu. Oferowano tylko trzy wersje nadwozia: dwudrzwiowy hardtop coupé, czterodrzwiowy hardtop oraz dwudrzwiowy kabriolet (ang. convertible), przy tym dwudrzwiowe wersje były analogiczne do produkowanego równolegle modelu 300-H serii „literowej” i nie różniły się od niego wyglądem. Potwierdzeniem bardziej sportowego wizerunku samochodu był brak klasycznego nadwozia sedan.
Napęd stanowił benzynowy silnik V8 FirePower o pojemności 383 cali sześciennych (CI) –  6,3 l i mocy 305 KM, z dwugardzielowym gaźnikiem, połączony z mechaniczną trzybiegową skrzynią biegów lub automatyczną trzybiegową Torqueflite. Opcjonalnie były dostępne silniki o pojemności 413 cali sześciennych (6,8 l) ze skrzynią Torqueflite: z czterogardzielowym gaźnikiem o mocy 340 KM lub z dwoma takimi gaźnikami o mocy 380 KM. Ten ostatni kosztował 713 dolarów i był zarazem podstawowym silnikiem modelu 300-H, który był nadto dostępny z silnikiem 405-konnym. Wszystkie samochody Chryslera wyróżniały się na rynku amerykańskim zastosowaniem samonośnego nadwozia i zawieszeniem przednim na drążkach skrętnych, natomiast tylne zawieszenie stanowił klasyczny most napędowy na resorach piórowych. Opony miały rozmiar 8,00×14, a w wersji z silnikiem o mocy 380 KM: 7,60×15.
Ceny bazowe, bez wyposażenia dodatkowego, wynosiły od 3323 dolarów za dwudrzwiowy hardtop do 3883 dolarów za kabriolet. Kabriolet pozostał jednak przez cały okres produkcji mało popularnym modelem (w pierwszym roku powstało 1971 sztuk), natomiast sprzedaż dwu- i czterodrzwiowych hardtopów była zbliżona do siebie. Tańszy model 300, dzielący wygląd i nazwę z prestiżowym modelem sportowym, spotkał się z zainteresowaniem i wyprodukowano na rynek amerykański 23 777 samochodów w tym roku, co stanowiło 18,6% produkcji Chryslera. Negatywnym skutkiem, zdaniem niektórych autorów, było jednak obniżenie prestiżu nazwy tego modelu. Dla porównania, ceny modelu 300-H zaczynały się od 5090 dolarów, a powstało ich tylko 558.  

### Model 1963
Podobnie jak pozostałe modele Chryslera, model na rok 1963, bazujący na tej samej konstrukcji, otrzymał całkiem nowe oblachowanie nadwozia, o zmienionej linii. Z przodu powrócono do tradycyjnych podwójnych reflektorów umieszczonych poziomo, po bokach trapezowej atrapy chłodnicy. Przy tym, nadal atrapa modelu 300 odróżniała się ozdobą w formie krzyża z medalionem. Dach stał się optycznie cięższy, a część tylna stała się kanciasta, z pojedynczymi okrągłymi tylnymi lampami zespolonymi. Samochody te produkowano od października 1962, w takiej samej gamie nadwozi. Podstawowy silnik 383 CI pozostał taki sam, a opcjonalne silniki 413 CI miały moc 340, 360 lub 365 KM. 
Chrysler 300 kabriolet został w tym roku wybrany na samochód bezpieczeństwa otwierający wyścig Indianapolis 500 (pace car), po czym powstała seria specjalnie wykończonych kabrioletów (1861 sztuk) i dwudrzwiowych hardtopów Pacesetter (306 sztuk). Wyprodukowano ogółem 23 040 samochodów, najtańszym modelem był dwudrzwiowy hardtop (3430 dolarów), a najdroższym kabriolet (3790 dolarów albo 4129 w wersji Pacesetter). Odpowiednikiem w serii literowej był 300-J z mocniejszym silnikiem 413 CI o mocy 390 KM lub oferowanym tylko w tym roku 426 CI (7 l) w odmianach o mocy 373, 415 lub 425 KM, dostępny tylko jako dwudrzwiowy hardtop (od 5184 dolarów, wyprodukowano 400).
 

### Model 1964
Na 1964 rok przeprowadzono niewielki lifting, dotyczący głównie atrapy chłodnicy i ozdób. Model 300 zachował podwójne okrągłe reflektory w chromowanych obwódkach, umieszczone bezpośrednio na karoserii, jak w poprzednim roku, w odróżnieniu od modeli Newport i New Yorker, które miały je umieszczone na chromowanych panelach. Nad nimi pojawiły się jednak ozdobne listwy, a listwy po bokach nadwozia stały się grubsze. Cały krzyż na atrapie stał się trójkolorowy (czerwono-niebiesko-biały), bez medalionu. Z tyłu boczne krawędzie bagażnika zostały wyżej poprowadzone, w formie szczątkowych płetw, a kształt świateł zmienił się na sześciokątny. Samochody te produkowano od września 1963, a powstało ich 26 887, przy czym ceny wzrosły w niewielkim stopniu. 
Jako opcja dla podstawowego silnika 383 CI 305 KM pojawiła się także 4-biegowa skrzynia manualna, a opcjonalne były silniki 413 CI Long Ram i Short Ram o mocy 360 lub 390 KM. Odpowiednikiem w serii literowej był 300-K z tymi samymi silnikami 360 lub 390 KM, dostępny jako dwudrzwiowy hardtop lub kabriolet, w cenie od 4056 dolarów (wyprodukowano ich 3647). Od zwykłych modeli odróżniała go ozdoba w formie medalionu z literą K, zamiast krzyża, na tylnych słupkach dachu lub, w przypadku kabrioletów, na błotnikach przednich za kołami.
Odpowiednik modelu 300 był produkowany w Kanadzie jako Chrysler Saratoga, a od 1964 roku modelowego otrzymał uzupełniające oznaczenie: Saratoga 300. Model ten różnił się od amerykańskiego chromowanymi panelami pod reflektorami (jak w Chrysler Newport i New Yorker z tego roku) i był dostępny tylko z silnikiem 383 cali sześciennych, także jako czterodrzwiowy sedan, natomiast bez kabrioletu.
 

### Silniki
- V8 6.3l B
- V8 6.8l RB

## Druga generacja

### Model 1965
We wrześniu 1964 roku zaprezentowano całkiem nową generację samochodów Chrysler na 1965 rok modelowy, w tym pośredniego modelu 300. Prezentowały one modną kanciastą stylistykę, z podwójnymi okrągłymi reflektorami. Chrysler 300 dzielił podwozie o rozstawie osi 124 cale (3,15 m) z modelami Newport i New Yorker, od których w pierwszym roku różnił się głównie silnikami i wykończeniem. Gama nadwozi pozostała taka sama: dwu- lub czterodrzwiowy hardtop i kabriolet. Od Newporta, który oferował takie same nadwozia, odróżniał go tradycyjny krzyż na atrapie chłodnicy i podwójne reflektory osłonięte dodatkowymi karbowanymi szybkami (zastosowane na ten rok także w modelu New Yorker). 
Pojemności silników serii FirePower były takie same, lecz podstawowy silnik V8 383 CI (6,3 l) otrzymał gaźnik czterogardzielowy i rozwijał nieco większą moc 315 KM, a opcjonalny silnik 413 CID (6,8 l) rozwijał moc 360 KM (najmocniejszy z silników Chryslera w tym roku). W standardzie była skrzynia 3-biegowa, za dopłatą 4-biegowa z dźwignią w podłodze lub automatyczna 3-biegowa Torqueflite. Opony miały rozmiar 8,55×14 (w 300-L: 7,60×15). Nadal samochód miał zawieszenie przednie na drążkach skrętnych, a tylne na resorach wzdłużnych, wyposażone w pionowe amortyzatory. Hamulce bębnowe miały średnicę 11 cali (280 mm), za dopłatą dostępne było wspomaganie. Fotele przednie były płytko wyprofilowane (określane jako „kubełkowe”), a pomiędzy nimi był składany podłokietnik, po rozłożeniu którego mogła z przodu podróżować trzecia osoba; zamiast tego można było zamówić wersję z dwoma fotelami i konsolą pośrodku.
Wyprodukowano 25 491 samochodów 1965 roku modelowego. Ceny bazowe wynosiły od 3551 dolarów za dwudrzwiowy hardtop do 3911 za kabriolet, których powstało tylko 1418. W tym roku wyprodukowano też 2845 sztuk ostatniego modelu serii literowej 300-L, z silnikiem 360 KM, dostępnego jako dwudrzwiowy hardtop (od 4153 dolarów) lub kabriolet. Model 300-L odróżniał się zewnętrznie medalionem z literą L pośrodku innego krzyża na atrapie chłodnicy, oraz pośrodku pasa tylnego, podczas gdy zwykły model miał tam napisy „300”.

### Model 1966
W kolejnym 1966 roku samochód przeszedł zmianę stylistyki przedniej i tylnej części, wyraźnie odróżniającą go od tego roku od pozostałych modeli Chryslera. Dotąd prosta przednia linia maski została agresywniej wygięta do przodu, w formie spłaszczonej litery V, jednocześnie błotniki po bokach zaczęły wystawać przed jej linię. Ozdoba na łamanej atrapie stanowiła dalszą wariację na temat krzyża, a dodatkowo na masce umieszczono stojący okrągły znaczek „300”. Za kołami przednimi samochody otrzymały dwie imitacje wylotów powietrza. Całkowicie zmieniono również część tylną, z błotnikami wystającymi do tyłu i „owijającymi” je światłami. Samochody tego rocznika produkowano od września 1965 roku. 
Bazowy silnik 383 CI rozwijał większą moc 325 KM, przy tym dostępna była tylko skrzynia manualna 3-biegowa, a za dopłatą automatyczna. Jako opcja pojawił się całkiem nowy silnik o pojemności 440 cali sześciennych (7,2 l) i mocy 365 KM, z automatyczną skrzynią biegów. Ceny wynosiły od 3583 do 3936 dolarów; silnik 440 CI kosztował dodatkowo 301 dolarów. Sprzedaż w tym roku prawie dwukrotnie wzrosła, bo wyprodukowano na rynek amerykański 47 245 samochodów (w tym 2500 kabrioletów), przez co był to najliczniejszy rok tego modelu.
Od tego roku model ten był produkowany pod nazwą 300 także w Kanadzie (poprzednio jako Saratoga 300), z oboma silnikami, przy tym oprócz czterodrzwiowego i dwudrzwiowego hardtopu był oferowany także jako czterodrzwiowy sedan. Modele kanadyjskie różniły się bardziej konwencjonalnymi światłami tylnymi, jak w amerykańskim modelu Newport. Oryginalny amerykański dwudrzwiowy hardtop i kabriolet były natomiast oferowane w Kanadzie pod nazwą Chrysler Sport 300.
 

### Model 1967
Na 1967 rok zaprezentowano dalsze zmiany stylistyczne. Tak jak w innych modelach Chryslera ostre, kanciaste błotniki zostały wysunięte silniej do przodu, przed pas przedni, a boczne panele nadwozia stały się lekko wklęsłe. W modelu 300 centralna część atrapy i maski została wysunięta lekko do przodu, tworząc wyróżniający go „dziób”. Znowu całkowicie zmieniono pas tylny, w stylu odróżniającym go od modeli bliźniaczych, z pionowymi lampami na końcach błotników. Od tego roku dwudrzwiowe hardtopy wszystkich modeli Chryslera otrzymały dach w formie zbliżonej do nadwozia fastback, z szerokimi trójkątnymi słupkami. Zaprzestano wyposażania samochodu w mniejszy silnik i podstawowym silnikiem stała się jednostka o pojemności 440 CI z automatyczną skrzynią biegów, rozwijająca moc 350 KM, a za dopłatą, w wersji TNT – 375 KM. Ceny bazowe przy tym wzrosły od 3936 za dwudrzwiowy hardtop do 4289 dolarów za kabriolet. Wyprodukowano 21 894 samochodów tego modelu.
 

### Model 1968
W ostatnim roku modelowym tej generacji – 1968, zachowano w pasie przednim „dziób” z poprzedniego roku, w odróżnieniu od przestylizowanych pozostałych modeli Chryslera. Główną zmianą było zastosowanie chowanych podwójnych reflektorów, zakrywanych maskownicami, tworzącymi optycznie jedną całość z atrapą chłodnicy. Ozdoba atrapy nawiązywała do tradycyjnego krzyża, z czerwoną poziomą listwą. Całkowicie zmieniono natomiast pas tylny, z dużymi poziomymi lampami zespolonymi i osobnymi okrągłymi światłami cofania, upodabniając go do innych modeli Chryslera. Za przednimi kołami umieszczono ozdobę w postaci fałszywych szczelin wylotów powietrza. Moc silników o pojemności 440 CI, z automatyczną skrzynią biegów, pozostała taka sama jak w poprzednim roku. Od września 1967 roku wyprodukowano 34 621 samochodów tego roku modelowego ma rynek amerykański (w tym 2161 kabrioletów), przy tym ceny bazowe wynosiły od 4010 do 4337 dolarów. Model 300 stanowił w tym czasie 13% sprzedaży Chryslera.
 

### Silniki
- V8 6.3l B
- V8 6.8l RB
- V8 7.2l RB

## Trzecia generacja

### Model 1969
Nowa generacja samochodów Chrysler 1969 roku modelowego, produkowana od września 1968 roku, wprowadziła istotnie zmienione nadwozie, które stało się bardziej opływowe, dłuższe, z zaokrąglonymi bokami i łagodnym przejściem między dachem a bagażnikiem, w miejsce poprzedniego „pudełkowego”. Ich stylistyka, określana jako fuselage look (wygląd kadłuba samolotu), była uważana wówczas za wiodącą pod względem nowoczesności na amerykańskim rynku w swojej klasie. Gruby chromowany zderzak otaczał w formie ramki cały pas przedni. Od modeli bliźniaczych Newport i New Yorker model 300 odróżniał się przede wszystkim atrapą chłodnicy z zakrywanymi reflektorami, jak w poprzednim roku, oraz ozdobą w formie krzyża z medalionem pośrodku. Samochód w materiałach reklamowych określany był nazwą modelu słownie: „Three Hundred”, taki sam napis miał też umieszczony na tylnych błotnikach, z kolei na pasie tylnym między światłami był napis „300”. Pod względem mechanicznym samochód był podobny do poprzedniej generacji, zachowując m.in. zawieszenie  przednie na drążkach skrętnych. Rozstaw osi nadal wynosił 124 cale (3150 mm). Opony miały rozmiar 8,55×15. Podstawowy napęd stanowił nadal silnik 440 CI (7,2 l) o mocy 350 KM z automatyczną trzybiegową skrzynią Torqueflite, jako opcja dostępny był wzmocniony silnik TNT o mocy 375 KM.
Gama nadwozi pozostała taka sama: dwudrzwiowy i czterodrzwiowy hardtop oraz dwudrzwiowy kabriolet. Przednie fotele były indywidualne, a po złożeniu podłokietnika było między nimi dodatkowe miejsce, które można było zastąpić przez konsolę centralną. Dostępna była też w hardtopach wersja z przednią kanapą. Dach w hardtopie mógł imitować winylową fakturą kabriolet. Wyprodukowano na rynek amerykański 32 472 samochody modelu 1969 roku, w tym 1933 kabriolety. Ceny bazowe wynosiły od 4104 dolarów za dwudrzwiowy hardtop do 4450 dolarów za kabriolet. 

### Model 1970
W modelu na 1970 rok, wprowadzonym we wrześniu 1969 roku, przeprowadzono jedynie niewielki lifting. Głównie dotyczył on atrapy chłodnicy wraz z zakrywanymi reflektorami, na której po raz pierwszy zrezygnowano z ozdoby w formie krzyża, zachowując jedynie dwie czerwone poziome listwy po bokach od centralnego medalionu, sięgające aż do błotników, poprzez klosze świateł postojowych. Niewielkim zmianom poddano również pas tylny, na którym wprowadzono jedną ciągłą linię świateł na całą szerokość pasa w miejsce dwóch rozdzielonych. Silniki pozostały takie same, jak w poprzednim roku, natomiast opony uległy zmianie na H78×15. Wyprodukowano ogółem 20 997 samochodów, w tym tylko 1077 kabrioletów, przy tym ceny wynosiły od 4234 do 4580 dolarów. Wprowadzono również w tym roku limitowany sportowy dwudrzwiowy hardtop 300-H, wyprodukowany w liczbie 485 sztuk (H nie oznaczało tu serii literowej, lecz firmę tuningową Hurst Peformance).
 

### Model 1971
Rok 1971 był ostatnim rokiem produkcji modelu 300, w związku z malejącą popularnością samochodów z mocnymi silnikami. Zmiany na ten rok były niewielkie i dotyczyły głównie atrapy chłodnicy, w której nadal zachowano chowane reflektory. W tym roku zrezygnowano już z produkcji kabrioletu. Moc silników uległa obniżeniu z uwagi na normy dotyczące emisji zanieczyszczeń i przejście na paliwo bezołowiowe: bazowego silnika 440 CI do 335 KM, a opcjonalnego TNT do 370 KM. Wszystkie samochody podrożały i ceny bazowe wynosiły 4608 dolarów za dwudrzwiowy hardtop i 4687 za czterodrzwiowy. Produkcja od września 1970 roku wyniosła 13 939 sztuk i stanowiła już tylko 7,4% produkcji Chryslera.
 

### Silniki
- V8 7.2l RB
- V8 7.2l TNT

### Dane techniczne[23]
- V8 7,2 l (7206 cm³) (439,737 cali sześc.), 2 zawory na cylinder, OHV
- Układ zasilania: gaźnik
- Średnica cylindra × skok tłoka: 109,70 mm × 95,30 mm
- Stopień sprężania: 9,7:1
- Moc maksymalna: 355 KM (261 kW) przy 4400 obr./min[a]
- Maksymalny moment obrotowy: 651 N•m przy 2800 obr./min
- Prędkość maksymalna: 193 km/h